# Harun Tekin
Harun Tekin (ur. 17 czerwca 1989 w Izmirze) – turecki piłkarz występujący na pozycji bramkarza w tureckim klubie Bursaspor. Wychowanek Menemen Belediyespor, w swojej karierze grał także w takich Güngörensporze. Znalazł się w kadrze reprezentacji Turcji na Mistrzostwa Europy 2016, ale zadebiutował w niej dopiero 27 marca 2017 w wygranym 3:1 meczu towarzyskim z Mołdawią.